# Monassut-Audiracq
Monassut-Audiracq település Franciaországban, Pyrénées-Atlantiques megyében. Lakosainak száma 372 fő (2022. január 1.). Monassut-Audiracq Abère, Coslédaà-Lube-Boast, Escoubès, Gerderest, Lussagnet-Lusson, Riupeyrous, Saint-Laurent-Bretagne és Simacourbe községekkel határos.

## Népesség
A település népességének változása:
| Lakosok száma | 367  | 360  | 363  | 359  | 362  | 366  | 369  | 366  | 372  |
|               | 2013 | 2015 | 2016 | 2017 | 2018 | 2019 | 2020 | 2021 | 2022 |